# RAB31
RAB31‏ (RAB31, member RAS oncogene family) هوَ بروتين يُشَفر بواسطة جين RAB31 في الإنسان.